# Sarcoprion
Sarcoprion es un género de peces cartilaginosos del orden Eugeneodontida que vivió en el periodo Pérmico.
La mayoría de las reconstrucciones actuales se basan en las realizadas por Bendix-Almgreen de 1966, la interpretación de muestras de los aplastados tiburones Sarcoprion y Helicoprion (los tiburones eugeneodontidos tienen una serie de dientes en espiral, que suelen ser la única parte de los tiburones que se preserva como fósiles). Ninguno de los especímenes utilizados por Bendix-Almgreen para interpretar la posición anatómica de estas espirales poseen denticiones que permitan la determinación de cartílago craneal. La reconstrucción se basa en el supuesto caso de que la dentición se sitúe en la sínfisis (punto en el que la hemimandíbula izquierda y derecha se unen) en la mandíbula superior e inferior.